# Christoph Leyendecker

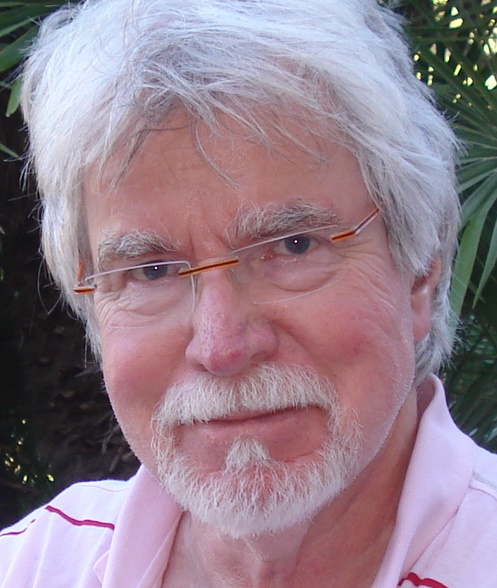
Christoph Leyendecker (2014)

Christoph Leyendecker (* 10. September 1943 in Dernbach; † 11. Mai 2016) war ein deutscher Psychologe und Professor an der Technischen Universität Dortmund.

## Leben
Christoph Leyendecker wurde 1943 in Dernbach/Westerwald geboren. Er studierte von 1963 bis 1968 an der Universität zu Köln Psychologie, Psychopathologie und Philosophie und schloss dieses Studium mit der Diplomprüfung für Psychologen ab. Danach arbeitete er einige Jahre im sonderpädagogischen Forschungsbereich und leitete mehrere Projekte zum Thema Cerebralparese. Im Anschluss arbeitete er einige Jahre an der Universität zu Köln, promovierte dort 1976 und hatte nach seiner Habilitation 1985–1986 eine Vertretungsprofessur in Hamburg inne. Von 1988 bis 2008 war er Inhaber des Lehrstuhls „Rehabilitation und Pädagogik bei Körperbehinderung“ in der Fakultät Rehabilitationswissenschaften der Universität Dortmund. Im Oktober 2008 wurde er emeritiert. Leyendecker war approbierter Psychotherapeut und Vorsitzender des Wissenschaftlichen Beirats des Zentrums für Frühbehandlung und Frühförderung e. V. in Köln.
Leyendecker wurde am 19. Mai 2016 nach den Exequien in der Abteikirche St. Nikolaus in Brauweiler auf dem alten Kirchhof der Pfarrkirche St. Jakobus in Köln-Widdersdorf beigesetzt.

## Schriften (Auswahl)
- Gefährdete Kindheit. Risiken früh erkennen, Ressourcen früh fördern. Kohlhammer, Stuttgart 2010, ISBN 978-3-17-020954-1
- Gemeinsam Handeln statt Behandeln. E. Reinhardt, München 2008, ISBN 978-3-497-01889-5
- Motorische Behinderungen. Kohlhammer, Stuttgart 2005, ISBN 3-17-017274-3.
- Laß mich einen Schritt alleine tun, zus. mit Alexandra Lammers. Kohlhammer, Stuttgart 2001, ISBN 3-17-016271-3.
- (Hrsg.): Große Pläne für kleine Leute. E. Reinhardt, München 2000, ISBN 3-497-01517-2.
- (Hrsg.): Frühförderung und Frühbehandlung. Edition Schindele, Heidelberg 1997, ISBN 3-8253-8010-6.
- Wahrnehmungsstörungen. Deutsches Institut für Fernstudien, Tübingen 1988
- (Hrsg.): Entwicklung und Förderung Körperbehinderter. Edition Schindele, Heidelberg 1986, ISBN 3-89149-113-1.
- Lernverhalten behinderter Kinder. Schindele, Rheinstetten 1977, 1982², ISBN 3-88070-228-4.
- Die Auswirkung elektrotherapeutischer Muskelreizung auf die psychische Antriebsstruktur zerebral-bewegungsgestörter Kinder. Westdeutscher Verlag, Opladen 1973, ISBN 3-531-02312-8.